# Ханен, Георг Гиллис
Георг Гиллис Ханен (рус. дорев. Георг Гиллис ван Гаанен; Хаанен, ван Ханен; нидерл. George Gillis Haanen; 23 августа 1807, Утрехт, Королевство Голландия — 1879, Билзен, Лимбург, Королевство Бельгия) — голландский художник-пейзажист. 

## Биография
Сын художника и торговца произведениями искусства Каспариса Ханена (1778–1849) и его жены Изабеллы Йоханны, урождённой Сангстер (1777–1846). Старший брат художников и художниц Элизабет Алиды (1809–1845),  Ремигиуса Адриануса (1812—1894) и Адрианы Йоханны Ханенов (1814—1895).
Учился живописи у своего отца. В 1830-е годы работал в Роттердаме, в 1840-е много путешествовал по Германии, побывал в Майнце и Франкфурте-на-Майне. Был женат на немке. Писал пейзажи и жанровые сцены. Был первым учителем рисунка своей сестры, художницы Адрианы Йоханны Ханен.
Картины Ханена входят в состав собраний таких музеев, как Новая пинакотека в Мюнхене и Рейксмюсеум в Амстердаме.
ЭСБЕ сообщает о нём (в статье о брате): «Георг Гиллис писал жанровые сцены с огненным освещением», имея в виду интерес художника к световым эффектам в стиле Рембрандта и Жоржа де Латура, когда помещение на картине озарено светом пламени или свечи.

## Галерея
- Речной пейзаж с лодками. Перед грозой.
- Нидерландский пейзаж с каналом.
- Австрийский пейзаж
- Раздача милостыни в Раннее Новое время в церкви Святого Лаврентия в Роттердаме.
- Прибрежный пейзаж с лодками.
- Ярмарочная площадь в лунном свете.
- Вечерняя школа.
- Натюрморт с драгоценностями.
- Пожилая женщина с книгой.
- Прачка.
- Рыбаки на берегу.